# 渡辺深
渡辺 深（渡邊 深、わたなべ しん、1949年12月5日 - ）は、日本の社会学者、上智大学教授。

## 略歴
東京都生まれ。1975年上智大学文学部社会学科卒業。1977年コロンビア大学大学院社会学修士課程修了、1983年カリフォルニア大学ロサンゼルス校修士、1987年同博士課程修了。1994年安倍晋太郎の提唱によるAbe Fellow（安倍財団）として米国において労働者の転職過程について調査した。上智大学助教授を経て、総合人間科学部教授。2020年4月より上智大学名誉教授。

## 著書
- 『「転職」のすすめ』1999 講談社現代新書
- 『経済社会学のすすめ』八千代出版 2002
- 『組織社会学』ミネルヴァ書房 2007
- 『転職の社会学 人と仕事のソーシャル・ネットワーク』ミネルヴァ書房 2014
- 『入門社会学』（李 侖姫と共著）ミネルヴァ書房 2022

### 編著
- 『新しい経済社会学 日本の経済現象の社会学的分析』編 上智大学出版 2008

### 翻訳
- ナン・リン/カレン・クック/ロナルド・S・バート（編著）『ネットワークとしてのソーシャル・キャピタル』ミネルヴァ書房 2024
- M.グラノヴェター『社会と経済』ミネルヴァ書房 2019
- M.グラノヴェター『転職 ネットワークとキャリアの研究』ミネルヴァ書房 (Minerva社会学叢書) 1998
- ウォルター・ワラス『科学論理の社会学 「ワラスの輪」というモデル』ミネルヴァ書房 2018

## 論文
- <渡辺深